# МЕТТА-2
Футбо́льная шко́ла МЕ́ТТА-2 (латыш. Futbola skola METTA-2) — латвийский футбольный клуб из Риги, является фарм-клубом МЕТТА/Латвийский университет.

## История
В 2008 году команда под названием «Латвийский университет» (латыш. Latvijas Universitāte) была заявлена на участие во Второй лиге Латвии в зоне «Рига». Фактически команда была дублем клуба МЕТТА/Латвийский университет, так как в нём играли футболисты и воспитанники МЕТТА/Латвийский университет.
В 2012 году, после выхода клуба МЕТТА/Латвийский университет в Высшую лигу, дублёры были заявлены на участие в Первой лиге.

### История названий
- «Латвийский университет» (2008–2011 гг.)
- МЕТТА-2/Саласпилс (2012 год)
- МЕТТА-2 (с 2013 года)

## Результаты выступлений
| Сезон | Лига               | Место | И   | В  | Н  | П  | Голы    | О   |
| ----- | ------------------ | ----- | --- | -- | -- | -- | ------- | --- |
| 2008  | Вторая лига        | 7     | 18  | 5  | 3  | 10 | 24‒37   | 18  |
| 2009  | Вторая лига        | 5     | 14  | 3  | 2  | 9  | 20‒30   | 11  |
| 2010  | Вторая лига        | 4     | 20  | 8  | 8  | 4  | 30‒21   | 32  |
| 2011  | Вторая лига        | 6     | 20  | 9  | 4  | 7  | 27‒22   | 31  |
| 2012  | Первая лига        | 11    | 26  | 7  | 3  | 16 | 33‒52   | 24  |
| 2013  | Первая лига        | 9     | 30  | 11 | 8  | 11 | 42‒42   | 41  |
| 2014  | Чемпионат дублёров | 3     | 27  | 16 | 4  | 7  | 56‒25   | 52  |
| Всего | Всего              | Всего | 155 | 59 | 32 | 64 | 232‒229 | 209 |